# La Forêt-du-Temple
La Forêt-du-Temple é uma comuna francesa na região administrativa da Nova Aquitânia, no departamento de Creuse. Estende-se por uma área de 7,72 km². Em 2010 a comuna tinha 146 habitantes (densidade: 18,9 hab./km²).